# Eustala mimica
Eustala mimica là một loài nhện trong họ Araneidae.
Loài này thuộc chi Eustala. Eustala mimica được Arthur Merton Chickering miêu tả năm 1955.